# 치킨 앤드 와플

치킨 앤드 와플(영어: chicken and waffles 치킨 앤드 와플즈[*])은 닭고기와 와플을 결합한 미국 요리이다. 펜실베니아 네덜란드 요리와 소울 푸드를 포함한 다양한 요리 전통의 일부이며 미국의 특정 전문 레스토랑에서 제공된다. 펜실베니아 네덜란드 음식에서 유래된 이 요리는 미국 남부에서 주목을 받았다.

## 설명
치킨과 와플이 결합된 조리법으로 처음 등장한 것은 1600년대 미국 식민지 시대 펜실베니아 네덜란드 국가였다. 전통적인 펜실베이니아 더치 버전은 일반 와플에 스튜 치킨을 얹고 그레이비 소스를 얹은 요리이다.
프라이드 치킨을 사용한 버전은 미국 남부와 관련이 있다. 닭고기와 와플의 소울 푸드 버전은 1938년 뉴욕 할렘에 웰스 서퍼 클럽(Wells Supper Club)이 문을 연 이후 인기가 높아졌다. 와플은 버터와 시럽과 같은 양념과 함께 아침 식사로 제공된다. 이 버전의 요리는 메릴랜드주 볼티모어에서 현지 관습이 될 정도로 인기가 높다.